# ألان دونالد
ألان دونالد (20 أكتوبر 1966 في جنوب أفريقيا - ) (بالإنجليزية: Allan Donald)‏ هو لاعب كريكت جنوب أفريقي. شارك مع منتخب جنوب أفريقيا الوطني للكريكت. أما مع النوادي، فقد لعب مع Impalas (cricket team) ‏ ونادي مقاطعة ورسسترشاير للكريكيت ‏ ونادي وارويكشاير للكريكيت ‏ وFree State (cricket team) ‏.

## وصلات خارجية
- ألان دونالد على موقع إي آس بي آن كريك إنفو (الإنجليزية)